# Etapa Departamental de Ucayali 2025
La Etapa Departamental de Ucayali 2025 es la 44.ª edición del torneo organizado por la Liga Departamental de Fútbol del Ucayali, que reúne a los clubes clasificados de las distintas ligas provinciales del departamento. Esta edición se disputa durante los meses de julio y agosto, con la participación de los campeones y subcampeones provinciales.
El torneo otorga dos cupos a la Etapa Nacional de la Copa Perú 2025, destinados al campeón y subcampeón departamental. 

## Sistema de juego
Participan ocho equipos, clasificados como campeones y subcampeones de sus respectivas ligas provinciales.
El torneo inicia en la fase de cuartos de final, donde los clubes se enfrentan en llaves de eliminación directa a partidos de ida y vuelta.
Los cuatro ganadores acceden a una liguilla final bajo el formato de todos contra todos en una sola rueda. Los dos primeros lugares de esta fase clasificarán a la Etapa Nacional de la Copa Perú 2025 y disputarán, además, el título de campeón departamental.

## Participantes
La provincia de Purús no contó con representantes en esta edición debido a la inactividad de su liga provincial. Los equipos participantes en la Etapa Departamental de Ucayali 2025 fueron los campeones y subcampeones de las restantes cuatro provincias del departamento. 
| Provincia             | Club                             | Vía de clasificación  |
| --------------------- | -------------------------------- | --------------------- |
| Padre Abad            | F.C. Nvo San Juan Km 68          | Campeón Provincial    |
| Padre Abad            | C.D. Shambillo                   | Subcampeón Provincial |
| Puerto Inca (Huánuco) | Lanseros Verdes                  | Campeón Provincial    |
| Puerto Inca (Huánuco) | C.D. Los Ángeles de San Antonio  | Subcampeón Provincial |
| Atalaya               | A.D. Estudiantil Bolognesi       | Campeón Provincial    |
| Atalaya               | C.D. Municipal de Sepahua        | Subcampeón Provincial |
| Coronel Portillo      | C.D. Colegio Comercio Nº 64      | Campeón Provincial    |
| Coronel Portillo      | Atlético Nacional de Yarinacocha | Subcampeón Provincial |
| Purús                 | Sin Participantes                | Sin Participantes     |

Nota: El C.D. Municipal de Sepahua se retiró del campeonato. 

## Primera Fase
| Llave | Local                                                                                               | Resultado                                                                                           | Visitante                                                                                           | Estadio                                                                                             | Ciudad                                                                                              | Fecha                                                                                               | Hora                                                                                                |
| ----- | --------------------------------------------------------------------------------------------------- | --------------------------------------------------------------------------------------------------- | --------------------------------------------------------------------------------------------------- | --------------------------------------------------------------------------------------------------- | --------------------------------------------------------------------------------------------------- | --------------------------------------------------------------------------------------------------- | --------------------------------------------------------------------------------------------------- |
| 1     | F.C. Nvo San Juan Km 68 clasifica directamente tras la renuncia del club C.D. Municipal de Sepahua. | F.C. Nvo San Juan Km 68 clasifica directamente tras la renuncia del club C.D. Municipal de Sepahua. | F.C. Nvo San Juan Km 68 clasifica directamente tras la renuncia del club C.D. Municipal de Sepahua. | F.C. Nvo San Juan Km 68 clasifica directamente tras la renuncia del club C.D. Municipal de Sepahua. | F.C. Nvo San Juan Km 68 clasifica directamente tras la renuncia del club C.D. Municipal de Sepahua. | F.C. Nvo San Juan Km 68 clasifica directamente tras la renuncia del club C.D. Municipal de Sepahua. | F.C. Nvo San Juan Km 68 clasifica directamente tras la renuncia del club C.D. Municipal de Sepahua. |
| 2     | C.D. Valle de Shambillo                                                                             | 1 - 1                                                                                               | Lanseros Verdes                                                                                     | Municipal de Aguaytía                                                                               | Aguaytía                                                                                            | 13 de julio                                                                                         | 15:00                                                                                               |
| 3     | C.D. Los Ángeles de San Antonio                                                                     | 0 - 1                                                                                               | C.D. Colegio Comercio Nº 64                                                                         | Municipal de Puerto Inca                                                                            | Puerto Inca                                                                                         | 13 de julio                                                                                         | 15:00                                                                                               |
| 4     | Atlético Nacional de Yarinacocha                                                                    | 3 - 2                                                                                               | A.D. Estudiantil Bolognesi                                                                          | Aliardo Soria Pérez                                                                                 | Pucallpa                                                                                            | 13 de julio                                                                                         | 15:00                                                                                               |

| Llave | Local                       | Resultado           | Visitante                        | Estadio                  | Ciudad      | Fecha       | Hora  |
| ----- | --------------------------- | ------------------- | -------------------------------- | ------------------------ | ----------- | ----------- | ----- |
| 2     | Lanseros Verdes             | 0 - 0 Glb:1(2)-1(4) | C.D. Valle de Shambillo          | Municipal de Puerto Inca | Puerto Inca | 20 de julio | 15:00 |
| 3     | C.D. Colegio Comercio Nº 64 | 2 - 2 (Glb:3-2)     | C.D. Los Ángeles de San Antonio  | Aliardo Soria Pérez      | Pucallpa    | 20 de julio | 15:00 |
| 4     | A.D. Estudiantil Bolognesi  | 1 - 3 Glb:3-6       | Atlético Nacional de Yarinacocha | Municipal de Tahuania    | Tahuania    | 20 de julio | 15:00 |

### Clasificados a la Fase final
F.C. Nvo San Juan Km 68

Padre Abad – Llave 1

C.D. Valle de Shambillo

Padre Abad – Llave 2

C.D. Colegio Comercio Nº 64

Coronel Portillo – Llave 3

Atlético Nacional de Yarinacocha

Coronel Portillo – Llave 4

## Fase Final
Leyendas
     — Campeón y clasificado a la Etapa Nacional.
     — Subcampeón y clasificado a la Etapa Nacional.
| Equipos                          | Pts. | PJ | PG | PE | PP | GF | GC | Dif |
| -------------------------------- | ---- | -- | -- | -- | -- | -- | -- | --- |
| C.D. Colegio Comercio Nº 64      | 7    | 3  | 2  | 1  | 0  | 9  | 3  | +6  |
| Atlético Nacional de Yarinacocha | 5    | 3  | 1  | 2  | 0  | 6  | 5  | +1  |
| F.C. Nvo San Juan Km 68          | 2    | 3  | 0  | 2  | 1  | 3  | 5  | -2  |
| C.D. Valle de Shambillo          | 1    | 3  | 0  | 1  | 2  | 3  | 6  | -3  |

### Resultados
| Local                            | Resultado | Visitante                   | Estadio                     | Ciudad   | Fecha       | Hora  |
| -------------------------------- | --------- | --------------------------- | --------------------------- | -------- | ----------- | ----- |
| Atlético Nacional de Yarinacocha | 3 - 3     | C.D. Colegio Comercio Nº 64 | Estadio Aliardo Soria Pérez | Pucallpa | 27 de julio | 13:00 |
| F.C. Nvo San Juan Km 68          | 2 - 2     | C.D. Valle de Shambillo     | Estadio Aliardo Soria Pérez | Pucallpa | 27 de julio | 15:00 |

| Local                       | Resultado | Visitante                        | Estadio                     | Ciudad   | Fecha       | Hora  |
| --------------------------- | --------- | -------------------------------- | --------------------------- | -------- | ----------- | ----- |
| C.D. Colegio Comercio Nº 64 | 2 - 0     | F.C. Nvo San Juan Km 68          | Estadio Aliardo Soria Pérez | Pucallpa | 3 de agosto | 13:00 |
| C.D. Valle de Shambillo     | 1 - 2     | Atlético Nacional de Yarinacocha | Estadio Aliardo Soria Pérez | Pucallpa | 3 de agosto | 15:00 |

| Local                            | Resultado | Visitante               | Estadio                     | Ciudad   | Fecha        | Hora  |
| -------------------------------- | --------- | ----------------------- | --------------------------- | -------- | ------------ | ----- |
| C.D. Colegio Comercio Nº 64      | 4 - 0     | C.D. Valle de Shambillo | Estadio Aliardo Soria Pérez | Pucallpa | 10 de agosto | 13:00 |
| Atlético Nacional de Yarinacocha | 1 - 1     | F.C. Nvo San Juan Km 68 | Estadio Aliardo Soria Pérez | Pucallpa | 10 de agosto | 15:00 |

|                                     |
|                                     |
| Campeón C.D. Colegio Comercio Nº 64 |
| 3.º título                          |
|                                     |

## Clasificados a la etapa nacional
C.D. Colegio Comercio Nº 64

Calleria

Coronel Portillo

Campeón

Atlético Nacional de Yarinacocha

Yarinacocha

Coronel Portillo

Subcampeón